# تكنولوجيا سير العمل
تكنولوجيا سير العمل (Workflow technology)، هو مجال من منتجات البرمجيات المصممة لتحسين تصميم نظم المعلومات. يتضمن استخدام محرك سير العمل (المعروف أيضًا باسم محرك التزامن) لتنفيذ نماذج العمليات. يمكن تحرير النماذج بواسطة أشخاص ليس لديهم خبرة في البرمجة (مثل المديرين) باستخدام محررين متخصصين بسير العمل.